# 崔穆伯
崔穆伯，中國西周時齊國貴族崔季子之子，是齊太公的曾孫。以崔作為食邑，是崔氏的遠祖。
穆伯的父親季子是齊丁公的長子，將繼承權讓給了齊乙公，以崔為采邑，這是崔氏的起源。穆伯生崔沃，崔沃生崔野，崔野的八世孫崔夭生崔杼，崔杼擔任齊國的正卿。